# Robert Themptander
Oscar Robert Themptander, född 14 februari 1844 i Stockholm, död 30 januari 1897 i Stockholm, var en svensk politiker och ämbetsman; han var bland annat riksdagsman, finansminister (1881–1886), statsminister (1884–1888) och landshövding i Stockholms län (1888–1896). Han var sonson till Sven Themptander.

## Biografi

### Tidiga år och bakgrund
Robert Themptander tillhörde en släkt, som på 1600-talet tog namn efter hembygden, Tämta församling i Älvsborgs län. Han var son till löjtnant Nils Themptander och Adolphina Laurent. Themptander, som 1861 blev student vid Uppsala universitet, avlade redan i december 1863 hovrättsexamen, sedan han, som för sin ungdom blivit godtyckligt underkänd i den enskilda prövningen av professor Johan Christofer Lindblad, hos det akademiska konsistoriet begärt och med framgång bestått offentlig examen.

### Karriär
På den därefter beträdda ämbetsmannabanan gjorde sig Thempander snart uppmärksammad för stor duglighet och arbetskraft. Han var tillförordnad sekreterare i krigshovrätten 1866–1869 och tillförordnad fiskal 1869–1870. Vice häradshövding 1870, antogs han 1871 till sekreterare hos justitieombudsmannen och utnämndes 1874 till advokatfiskal i tullverket samt förordnades samma år att förestå Generaltullstyrelsens kansli, vilket förordnande 1878 vid verkets omorganisation övergick till ordinarie byråchefsbefattning.
Samtidigt hade hans snabba uppfattning, klara framställningsförmåga och överlägsna skicklighet för utredande särskilt av frågor av ekonomisk natur gjort honom mycket anlitad både i enskilda och offentliga uppdrag. Så hade han exemepelvis 1873 blivit av Kungl. Maj:t förordnad till ledamot av styrelsen för apoteksprivilegiernas amorteringsfond och blev samtidigt ombudsman för ett järnvägsbolag samt 1875 en av administratörerna i den stora Cervinska bankirfirmans aldrig slutförda avveckling. Han blev därjämte ledamot av kommittéerna för utarbetande av lagförslag rörande inteckning i järnväg (1878–1879) och för tulltaxans omarbetning (1878), bankofullmäktigsuppleant samt riksdagsman för Stockholms stad (valkrets) i Andra kammaren 1879–1880, där han från början låg nära regeringslojala Centern men efter hand närmade sig Lantmannapartiet.
Vid dessa riksdagar blev han i tillfälle att inta en viss förmedlande, "opportunistisk" ställning till tidens två stora frågor, försvars- och skattefrågan, samt även i viss mån till tullfrågan, som då började tränga sig fram. Han tillkännagav nämligen (1880) sin obenägenhet för en försvarsorganisation byggd på värnplikten, om annan lösning av försvarsfrågan vore möjlig, och för att ålägga rust- och rotehållare ökade skyldigheter under fredstid för försvaret, förrän indelningsverkets upplösning blivit beslutad. Den frågans lösning måste enligt hans uppfattning påskyndas, för att inte utvecklingen skulle förryckas. I tullfrågan hade han understött den mot tullvännerna visade eftergiften att införa registreringsavgifter för vissa tullfria varor (1879) samt bidrog (samma år) genom sitt uppträdande till en förstärkning av dåvarande tullkommitté med motståndare till det då gällande systemet och till en utvidgning av dess uppdrag till att omfatta även en utredning av samma systems verkningar. Åren 1879 och 1880 var Themptander riksgäldsfullmäktig. 

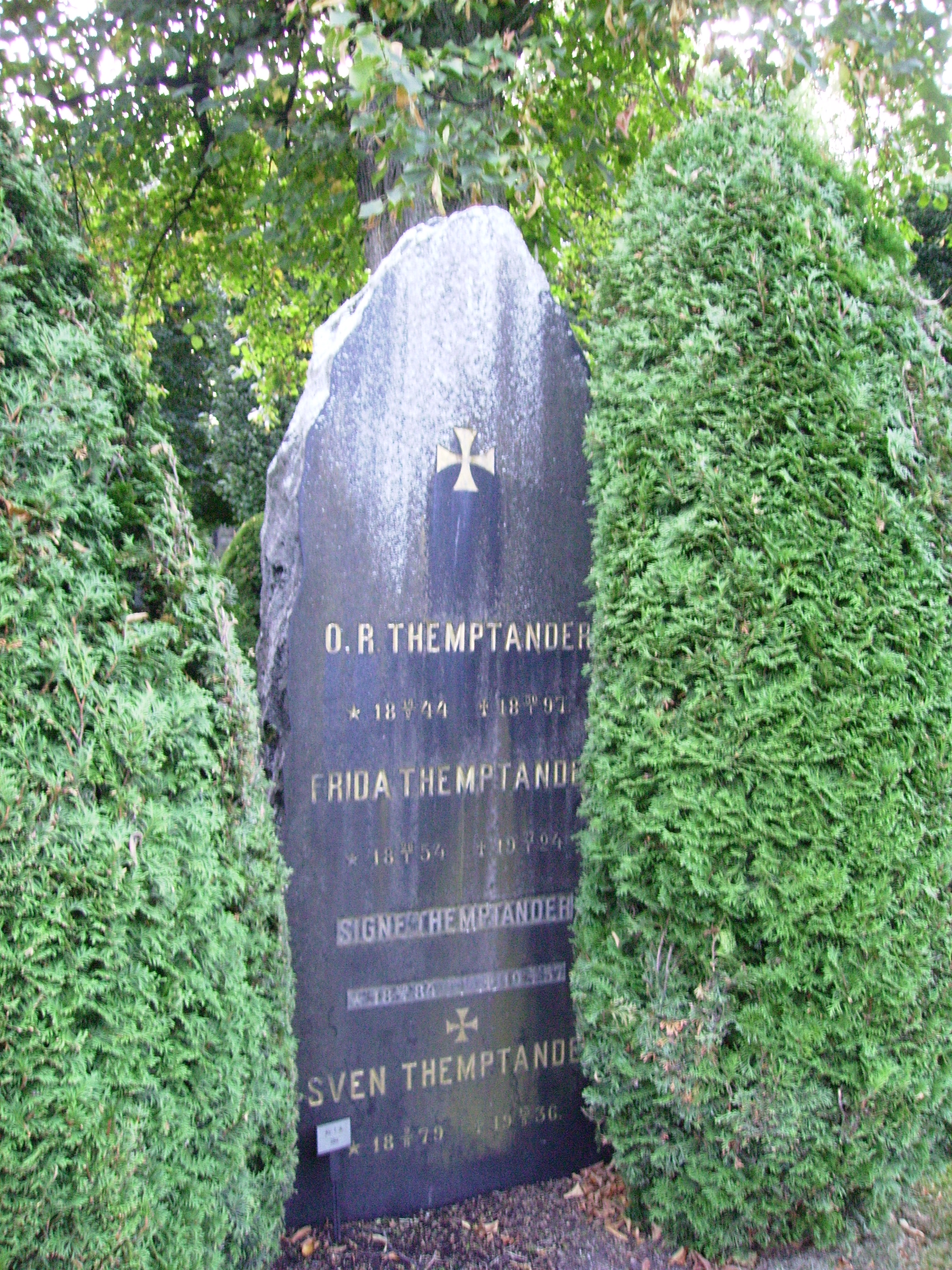
Robert Themptanders gravvård på Norra begravningsplatsen.

Konsultativt statsråd i Posseministären den 7 december 1880, övertog Themptander den 8 mars 1881 finansministersbefattningen och formulerade i denna egenskap med stor skicklighet regeringens skattereformförslag, för vilkas genomförande, särskilt i fråga om stämpelskatterna, han uppträdde med stor energi vid 1883 års riksdag. När Posse avgick, gjorde dennes efterträdare Thyselius enligt De Geers uppgift Themptanders kvarstående till ett av villkoren för att överta statsministerposten, och då Thyselius, efter tilländalöpandet av den tid, för vilken han åtagit sig att fungera, drog sig tillbaka, kallade kungen Themptander till statsminister den 16 maj 1884. Han är den yngsta personen som innehaft posten som Sveriges statsminister (Louis De Geer var dock något yngre då han utsågs till justitiestatsminister 1858). Chefskapet för Finansdepartementet bibehöll han tills vidare, men överlämnade, till en del av hälsoskäl, detsamma den 29 april 1886 provisoriskt till Gustaf Tamm, som den 16 maj samma år definitivt övertog detsamma. 
Som stats- och finansminister lyckades Themptander 1885 åstadkomma en första och principiell lösning av de sammankopplade försvars- och grundskattefrågorna genom att vinna riksdagens bifall till det av krigsminister Ryding utarbetade förslaget till utsträckning av värnpliktstiden och ökning av beväringsövningarnas längd med tolv dagar mot en avskrivning av 30 procent av de av Themptander som "sekelgamla orättvisor" betecknade grundskatterna samt rustnings- och roteringsbesvären. 1880-talets allt hetsigare agitationer för införandet av ett nytt protektionistiskt system, närmast i form av livsmedelstullar, fann i Themptander vid 1885, 1886 och 1887 års riksdagar en av sina mest energiska och framträdande motståndare, och han visade sig orubblig även inför partilidelsernas häftigaste utfall och mest oberättigade beskyllningar. "Genom sina med betydande pondus och auktoritet från regeringsbänken framförda stora anföranden, som även var överlägsna genom vyernas vidd, formens klarhet, den rättframma sakligheten, urbaniteten och självbehärskningen, kom han att intaga en synnerligen framstående plats bland Sveriges förnämsta politiska talare", skriver Erik Thyselius i Nordisk familjebok. 
Den på hans yrkande genomförda riksdagsupplösningen (mars 1887) – den första efter det nya statsskickets antagande – med förordnande om nya val till Andra kammaren gjorde honom ännu mera utsatt för motståndarnas förbittring. Den i maj samma år sammanträdande riksdagen visade en avgjord majoritet i Andra kammaren till förmån för Themptanders tullpolitiska ståndpunkt. Men sedan hela den vid höstens allmänna val utsedda frihandelsvänliga Stockholmsbänken i Andra kammaren av formskäl (en för flera år sedan försummad skattebetalning från en av de valda) fått alla sina valsedlar kasserade och måst lämna plats för den protektionistiska minoritetens kandidater samt konungen visat sig obenägen för en ny riksdagsupplösning, avgick Themptander jämte de flesta av regeringens medlemmar den 6 februari 1888. 
Themptander, vilken ställt sig medansvarig för det av dåvarande statsministern Thyselius 1883 avgivna inlägget i den norska vetostriden, skall (enligt uppgift av Yngvar Nielsen i "Under Oscar II:s regjering") ha 1884 jämte Hochschild avgivit en bestämd gensaga mot de tankar, som då en tid var uppe hos Oskar II att med anledning av norska stortingets beslut den 9 juni samma år avsäga sig norska kronan. Under Themptanders statsministertid genomfördes 1885 i föredragningen av ministeriella mål en väsentlig förändring, som framkallade en del för sin tid betydelsefulla meningsutbyten mellan svenska och norska regeringarna. Bland viktigare styrelseåtgärder, utom de ovan nämnda, till vilkas genomförande Thempander som finans- eller statsminister väsentligen medverkade, bör nämnas Domänstyrelsens organisation (1882), personliga skyddsavgiftens borttagande (1883), höjning i bevillningsfria existensminimum och av de bevillningsfria avdragen för de mindre skattebeloppen, reglering av vissa hoveriskyldigheter (1883 och 1885), postsparbankens inrättande (1883, på Themptanders initiativ), skattefrälseräntors inlösen (1885), anordnande av kontroll över försäkringsanstalter, nya lagar för tillverkning och försäljning av brännvin, nedsättning av post- och telegramportot, ordnande av statsverkets kassaförlagsfond, avsättande av en fond till nytt riksdagshus. 
Themptander var ledamot av Första kammaren för Kristianstads län 1886–1888 och som liberala partiets kandidat riksdagsman för Stockholm i Andra kammaren från och med 1894 års riksdag till sin död. Under denna tid var han ordförande i bankoutskottet från och med 1894. Från Themptanders uppträdande som enskild riksdagsman är att särskilt framhålla: hans uttalande vid 1888 års riksdag för en rösträttsreform, hans motion 1894 åsyftande förnyad granskning av de uppgjorda planerna till riksbyggnaderna på Helgeandsholmen och nytt förslag till frågans lösning och motionen 1895 om ändringar i 1888 års beslut i sådant syfte, att endast riksbankshuset uppfördes på Helgeandsholmen, medan åter förutvarande riksdagshus på Riddarholmen om- och tillbyggdes, samt hans stora tal 1894 mot inskränkning av städernas representationsrätt. Hans försök 1895 att bilda ett stort centerparti inom Andra kammaren blev resultatlösa och torde snarare ha påskyndat lantmannapartiernas sammanslagning. 
Themptander utnämndes samtidigt som han avgick som statsminister till landshövding i Stockholms län. Från landshövdingeplatsen, på vilken han utvecklade en erkännansvärd drift, tog Themptander av privata skäl avsked den 7 augusti 1896 och antog befattningen som verkställande direktör i Trafikaktiebolaget Grängesberg-Oxelösund. Vid sin död var han medlem av 1895 års unionskommitté. I övrigt hade han varit ordförande i bankkommittén 1889–1890, jordbrukslägenhetskommittén 1891–1892 och i kommittén angående Lant- och Sjöförsvarsdepartementens sammanslagning 1894–1895, i Nya elementarskolans direktion (1888–1896), i direktionen över Civilstatens pensionsinrättning, i styrelsen för städernas allmänna brandstodsbolag (1890–1896) och i direktionen över Institutet för blinda (1892–1896). Themptander blev 1893 hedersledamot av Lantbruksakademien och 1897 av Stockholms läns hushållningssällskap, vars ordförande han varit. År 1886 utnämndes han till riddare av Serafimerorden. Den 19 februari 1893 utsågs Themptander till stormästare av Ordenssällskapet Wänskapsbröderna, vilken befattning han innehade fram till han avled. Han var även medlem av Sällskapet Idun.
Robert Themptander gifte sig 1874 med Frida Dahlberg, de fick tre barn. Bland dem märks generaltulldirektören Henrik Themptander.